# Tassili Airlines
Tassili Airlines (in arabo: طيران الطاسيلي) è una compagnia aerea algerina, con sede ad Algeri, di proprietà della Sonatrach, la compagnia petrolifera statale nazionale dell'Algeria.
Fondata nel 1998, Tassili fornisce servizi di linea dall'aeroporto di Houari Boumedienne, oltre a voli charter e servizi in elicottero.

## Storia
Tassili Airlines è stata originariamente fondata nel 1998 come joint venture tra Air Algérie (49%) e la società Sonatrach (51%), entrambe di proprietà del governo. I servizi commerciali sono stati lanciati l'8 aprile 1999, con un volo da Hassi Messaoud ad Algeri.
Nell'aprile 2005, Air Algérie ha ritirato i suoi fondi dalla compagnia aerea, che è diventata così interamente di proprietà di Sonatrach.
Tassili Airlines è diventata membro dell'AFRAA nel 2014 da quando ha continuato la sua espansione delle rotte regionali e internazionali.

## Flotta

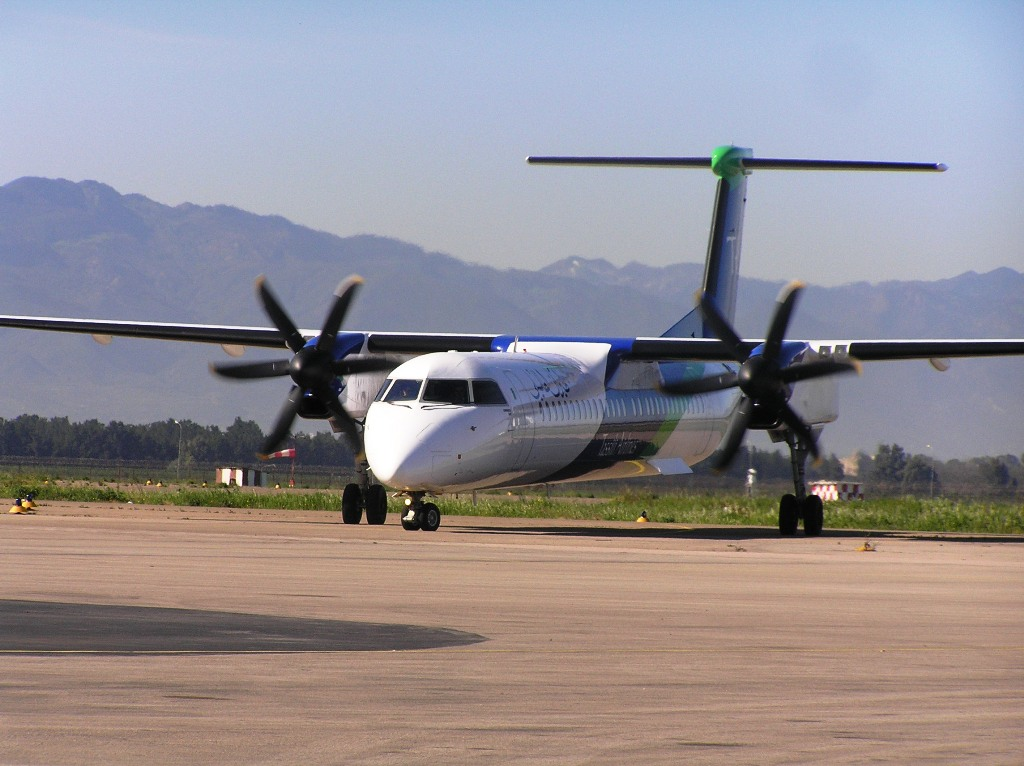
Un Bombardier Q400.

A dicembre 2022 la flotta di Tassili Airlines è così composta: